# オジュヴァール・アンドラーシュ
オジュヴァール・アンドラーシュ（Ozsvár András 1957年2月19日 - ）は、ハンガリーのチョングラード県出身の柔道選手。階級は95kg超級。身長182cm。体重140kg。

## 人物
1980年モスクワオリンピック無差別では銅メダルを獲得した。1981年の世界選手権無差別では3位となった。1983年の世界選手権無差別でも前回に続いて3位となった。しかし、翌年のロサンゼルスオリンピックは、東側諸国の立場からハンガリーがボイコットしたために出場できずに終わった。

## 主な戦績
（階級表記のない大会は全て95kg超級での成績）
- 1977年 - ヨーロッパジュニア　優勝
- 1979年 - ハンガリー国際　優勝
- 1979年 - プレオリンピック大会　無差別　3位
- 1980年 - ハンガリー国際　95kg超級　3位　無差別　優勝
- 1980年 - モスクワオリンピック　無差別　3位
- 1980年 - 世界学生　無差別　3位
- 1981年 - フランス国際　3位
- 1981年 - ハンガリー国際　2位
- 1981年 - ヨーロッパ選手権　無差別　3位
- 1981年 - 世界選手権　無差別　3位
- 1982年 - ソ連国際　無差別　3位
- 1982年 - ヨーロッパ選手権　95kg超級　3位　無差別　2位
- 1983年 - 世界選手権　無差別　3位
- 1984年 - ハンガリー国際　95kg超級　3位　無差別　2位